# Johann Wilhelm Sturm
Johann Wilhelm Sturm (* 6. Juli 1808 in Nürnberg; † 6. Januar 1865 ebenda) war ein deutscher Botaniker, Ornithologe und Kupferstecher. Sein botanisches Autorenkürzel lautet „J.W.Sturm“.

## Leben und Wirken
Johann Wilhelm Sturm war der Sohn des Naturforschers und Kupferstechers Jacob Sturm und dessen Frau Christine Albertine Wilhelmine (geborene Wagner, ⚭ 1794, † 1832). Sein Bruder war der Künstler und Ornithologe Johann Heinrich Christian Friedrich Sturm (1805–1862). Die weiteren fünf Geschwister starben früh. Er erlangte hauptsächlich durch seine Schriften über Gefäßkryptogamen Bekanntheit, darüber hinaus erschien von ihm ein Werk zur Farn-Flora Chiles. Auch war er an der Herausgabe der Martius’schen Flora brasiliensis beteiligt, bei der er einige Familien kryptogamer Gewächse bearbeitete. Er setzte die Herausgabe des wichtigsten Werkes seines Vaters, der Reihe Deutschlands Flora in Abbildungen nach der Natur, nach dessen Tod fort. Im Jahr 1851 wurde er zum Mitglied der Leopoldina gewählt. Sturm hatte einen Sohn Jakob Sturm, der praktischer Arzt in Mögeldorf wurde, sowie eine Tochter Marie Sturm, die sich als Blumen- und Porträtmalerin betätigte und so die künstlerische Tradition der Familie fortsetzte.